# Nephradenia filipes
Nephradenia filipes är en oleanderväxtart som beskrevs av Gustaf Oskar Andersson Malme. Nephradenia filipes ingår i släktet Nephradenia och familjen oleanderväxter. Inga underarter finns listade i Catalogue of Life.